# Madascincus
Madascincus Brygoo, 1982 è un genere di sauri della famiglia Scincidae, endemici del Madagascar.

## Tassonomia
Il genere comprende le seguenti specie:
- Madascincus ankodabensis (Angel, 1930)
- Madascincus arenicola Miralles, Köhler, Glaw & Vences, 2011
- Madascincus igneocaudatus (Grandidier, 1867)
- Madascincus macrolepis (Boulenger, 1888)
- Madascincus melanopleura (Günther, 1877)
- Madascincus minutus (Raxworthy & Nussbaum, 1993)
- Madascincus mouroundavae (Grandidier, 1872)
- Madascincus nanus (Andreone & Greer, 2002)
- Madascincus polleni (Grandidier, 1869)
- Madascincus stumpffi (Boettger, 1882)